# 社會新聞
社會新聞，為報導、反應各類社會事件之新聞。內容包括：犯罪、自殺、災難、車禍、意外傷害、人情事例（如一男為救二小孩免遭淹死不幸罹難）等。另如社會問題探討亦屬社會新聞範圍。

## 功用
反應當今社會結構，使閱聽人正視社會問題，並思索解決之道。同時呈現各類人情事例，使閱聽人於沮喪中仍能對生命抱持一絲希望。
在社会新闻的诸多社会功能中，道德规范功能是它最重要的社会功能。

## 問題點
社會新聞雖並非皆為負面，然因壞消息傳得快、記者自身嗜血、新聞媒體老闆見閱聽人喜煽色腥新聞而要求編輯增加此類新聞等因素，新聞媒體報導之社會新聞多為負面。而當負面社會新聞過多時，閱聽人（特為兒少）易產生對自身所處地區悲觀、沮喪之感。部份新聞媒體使用非必要之煽色腥圖文亦為常遭詬病之點。另新聞媒體有時會不當凸顯或頻繁報導特定事件，使閱聽人產生道德恐慌，對特定群體產生刻板印象（如當宮崎勤事件發生時，日本新聞媒體片面強調其為御宅族，卻未提及其孩提時期之長期處於孤獨狀態致使後天性之戀童癖並連續犯下多件誘拐殺人背景，致使御宅族深受主流社會歧視）或認定某一社會問題惡化，實際上並非如此嚴重（如新聞媒體過度強調違法製作、運輸、販售及持有槍枝遭警方逮捕或當有人蓄意槍殺他人時，刻意強調其所使用之「黑槍」，致使閱聽人認定槍枝氾濫導致暴力犯罪率上升、片面強調卡奴之處境，卻未提及多數卡奴先前於未考慮自身財力下即大肆購買奢侈品，致使自身陷於巨額卡債，致使民眾一味認同卡奴而責怪發卡銀行，致使卡奴還款條件放寬，利率下降，每月按時還款者享有福利減少等）。